# Verso l'avventura
Verso l'avventura è uno sceneggiato televisivo italiano, trasmesso nel 1970 sul programma nazionale nell'ambito della Tv dei ragazzi. La prima puntata andò in onda il 15 febbraio 1970.

## Trama
Un ragazzo etiope, Mebratù, trova la mappa di un'isola dove è nascosto un tesoro e decide di andarlo a cercare, per potere comprare un trattore al padre. Mebratù parte insieme alla scimmia Dum-Dum e al cane Dingo e vive una serie di avventure: finisce in un burrone e viene soccorso da un cacciatore bianco, si imbarca come mozzo su una nave e scopre un contrabbando di diamanti, salva la vita ad un ragazzo inglese, James Moody. Arrivato sull'isola scopre che il tesoro non esiste, per cui cerca di tornare indietro con una zattera, ma naufraga e viene salvato da una nave militare. Ritornato dai genitori, riceve la ricompensa per la scoperta del contrabbando di diamanti, per cui può comprare il trattore al padre.